# Liste der Naturdenkmale in Stolberg (Rheinland)

Naturdenkmalzeichen

Die Liste der Naturdenkmale in Stolberg (Rheinland)  listet sämtliche Naturdenkmale der Region Stolberg (Rheinland) auf.
Ein Naturdenkmal ist ein natürlich entstandenes Landschaftselement, das unter Naturschutz gestellt ist. Es kann ein einzeln stehendes oder vorkommendes Gebilde wie eine Felsnadel oder ein einzeln stehender Baum sein, undefinierten Umfangs wie eine Höhle oder auch ein Gebiet oder Gebilde mit einer beschränkten Fläche und einer klaren Abgrenzung von seiner Umgebung wie ein Felsengarten oder eine Wiese; letztere werden als flächenhaftes Naturdenkmal oder Flächennaturdenkmal bezeichnet.

## Naturdenkmale in Stolberg
| ND-Nr. | Naturdenkmal                   | Ortsteil | Bemerkung                                                         | Bild |
| ------ | ------------------------------ | -------- | ----------------------------------------------------------------- | --- |
| 162    | 1 Linde                        | Dorff    | An der Dorfstraße zw. Km 4,3 – 4,4                                | |
| 163    | 1 Kastanie                     | Mühle    | Am Ellermühlenweiher                                              | |
| 165    | 1 Eiche                        | Büsbach  | Bischofstraße 24 – Ehrenmal                                       | |
| 166    | 2 Kastanien                    | Mühle    | Parkanlage vor Haus Rosenthal                                     | |
| 168    | 1 Feldahorn                    | Venwegen | rd. 300 m nördlich des „Höniger Hofes“                            | Bild gesucht Die Wikipedia wünscht sich an dieser Stelle ein Bild vom hier behandelten Ort. Falls du dabei helfen möchtest, erklärt die Anleitung , wie das geht. BW |
| 169    | 1 Baumgruppe Linden            | Venwegen | Auf dem Friedhof in Venwegen                                      | |
| 171    | 1 Linde                        | Venwegen | Unmittelbar vor Vennstraße 2                                      | |
| 173    | 9 Linden                       | Mausbach | Am Essiger Platz                                                  | Bild gesucht Die Wikipedia wünscht sich an dieser Stelle ein Bild vom hier behandelten Ort. Falls du dabei helfen möchtest, erklärt die Anleitung , wie das geht. BW |
| 174    | 2 Kastanien                    | Mausbach | Am Essiger Platz                                                  | Bild gesucht Die Wikipedia wünscht sich an dieser Stelle ein Bild vom hier behandelten Ort. Falls du dabei helfen möchtest, erklärt die Anleitung , wie das geht. BW |
| 175    | 1 Baumgruppe Linden            | Breinig  | Am alten Friedhof, Neustraße                                      | |
| 176    | Kluckensteine                  | Vicht    | rd. 150 m östl. d. Vichtbachbrücke am Südausgang von Vicht        | |
| 177    | 1 Kalkfelsen gen. „Römerstein“ | Werth    | Hitzberg, Nähe Steinbruch Vygen                                   | Bild gesucht Die Wikipedia wünscht sich an dieser Stelle ein Bild vom hier behandelten Ort. Falls du dabei helfen möchtest, erklärt die Anleitung , wie das geht. BW |
| 179    | 1 Baumgruppe Lagerfichten      | Zweifall | Im Jagen 113 südl. des Paternosterberges am Ufer des Hasselbaches | Bild gesucht Die Wikipedia wünscht sich an dieser Stelle ein Bild vom hier behandelten Ort. Falls du dabei helfen möchtest, erklärt die Anleitung , wie das geht. BW |